# Olympische Sommerspiele 1988/Leichtathletik – 3000 m (Frauen)

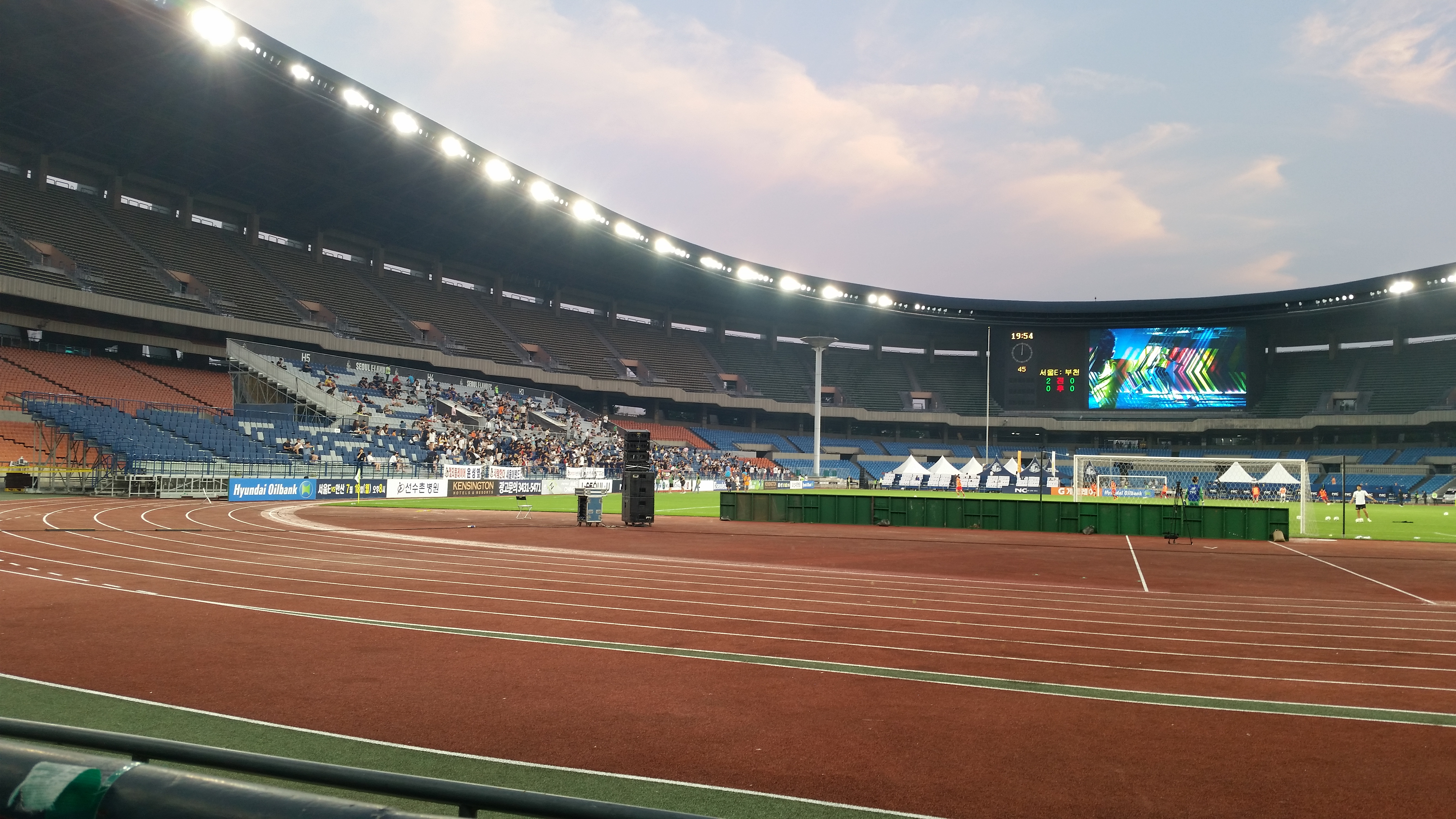
Innenraum des Olympiastadions im Jahr 2016

Der 3000-Meter-Lauf der Frauen bei den Olympischen Spielen' 1988 in Seoul wurde am 23. und 25. September 1988 in zwei Runden im Olympiastadion Seoul ausgetragen. 35 Athletinnen nahmen teil.
Olympiasiegerin wurde Tetjana Samolenko aus der Sowjetunion. Sie gewann vor der Rumänin Paula Ivan und der  Britin Yvonne Murray.
Für die Bundesrepublik Deutschland nahm Vera Michallek, frühere Vera Steiert, teil, die in der Vorrunde ausschied.

Die Schweizerin Cornelia Bürki erreichte das Finale und wurde Elfte.

Läuferinnen aus der DDR, Österreich und Liechtenstein waren nicht dabei.

## Aktuelle Titelträgerinnen
| Olympiasiegerin 1984                      | Maricica Puică ( Rumänien)       | 8:35,96 min | Los Angeles 1984  |
| Weltmeisterin 1987                        | Tetjana Samolenko ( Sowjetunion) | 8:38,73 min | Rom 1987          |
| Europameisterin 1986                      | Olga Bondarenko ( Sowjetunion)   | 8:33,99 min | Stuttgart 1986    |
| Panamerikanische Meisterin 1987           | Mary Knisely ( USA)              | 9:06,75 min | Indianapolis 1987 |
| Zentralamerika und Karibik-Meisterin 1987 | Milagro Rodríguez ( Kuba)        | 9:58,86 min | Caracas 1987      |
| Südamerika-Meisterin 1987                 | Mónica Regonesi ( Chile)         | 9:47,30 min | São Paulo 1987    |
| Asienmeisterin 1987                       | Kim Chun-mae ( Nordkorea)        | 9:17,19 min | Singapur 1987     |
| Afrikameisterin 1988                      | Fatima Aouam ( Marokko)          | 8:59,19 min | Annaba 1988       |

## Rekorde

### Bestehende Rekorde
| Weltrekord         | 8:22,62 min | Tatjana Kasankina ( Sowjetunion) | Leningrad, Sowjetunion (heute Russland) | 26. August 1984 |
| Olympischer Rekord | 8:35,96 min | Maricica Puică ( Rumänien)       | Finale OS Los Angeles, USA              | 10. August 1984 |

### Rekordverbesserung
Die sowjetische Olympiasiegerin Tetjana Samolenko verbesserte den bestehenden olympischen Rekord im Finale am 25. September um 9,43 Sekunden auf 8:26,53 min. Den Weltrekord verfehlte sie um 3,91 Sekunden.

## Vorrunde
Datum: 23. September 1988
Die Athletinnen traten zu insgesamt zwei Vorläufen an. Für das Finale qualifizierten sich pro Lauf die ersten sechs Athletinnen. Darüber hinaus kamen die drei Zeitschnellsten, die sogenannten Lucky Loser, weiter. Die direkt qualifizierten Athletinnen sind hellblau, die Lucky Loser hellgrün unterlegt.

### Vorlauf 1

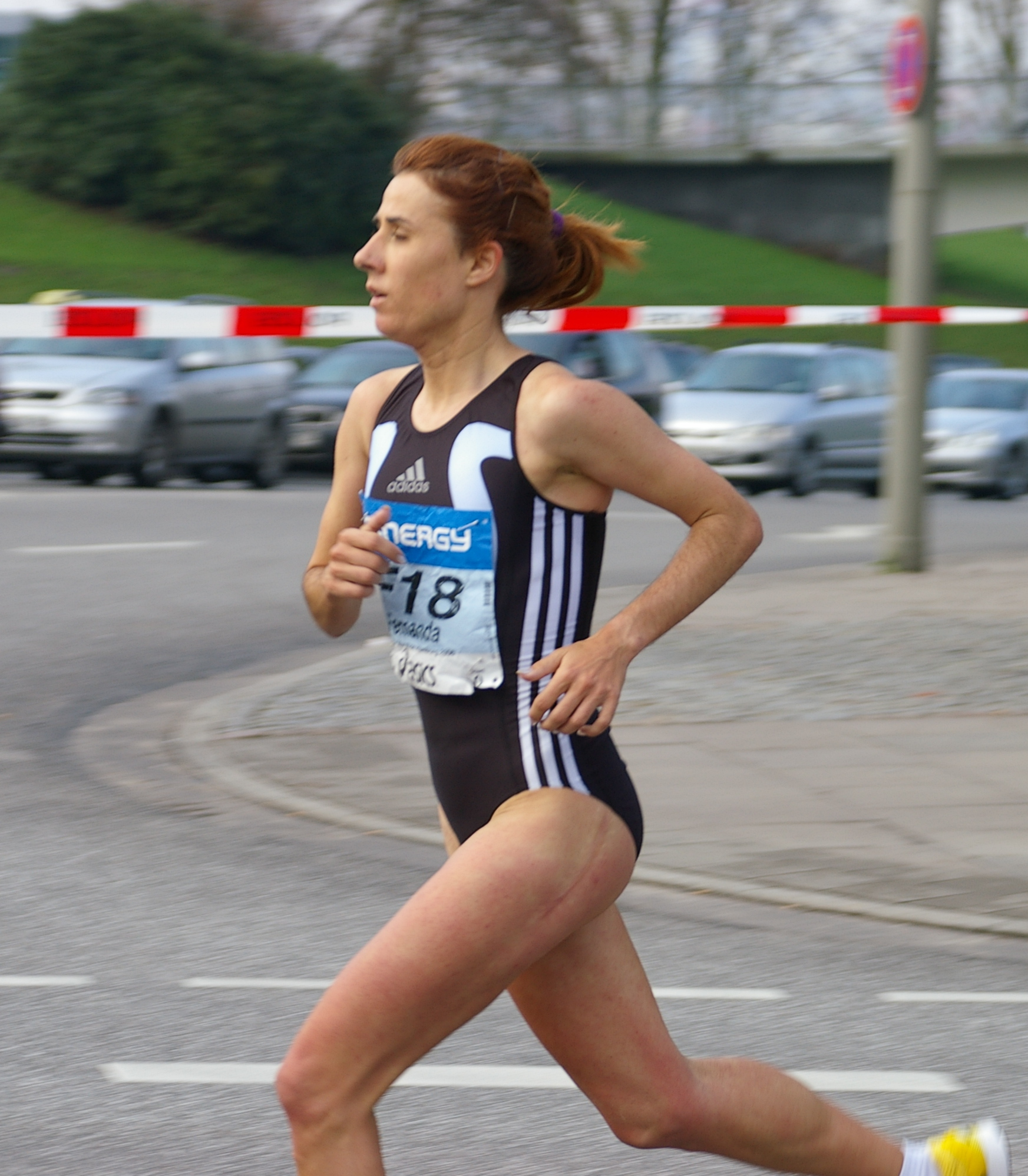
Fernanda Ribeiro – später sehr erfolgreich auf den  Langstrecken – erreichte als Dreizehnte des ersten Vorlaufs nicht das Finale
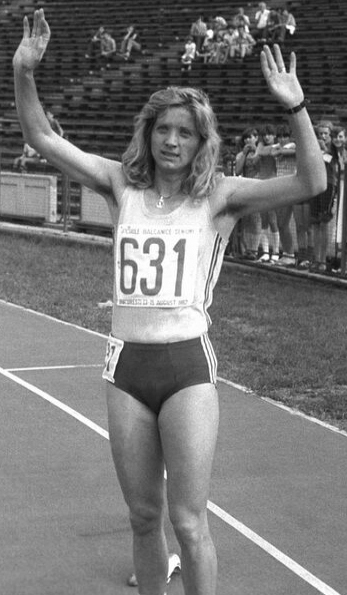
Maricica Puică – in den Jahren zuvor mehrfache Medaillengewinnerin bei Welt- und Europameisterschaften sowie Olympischen Spielen – gab im ersten Vorlauf das Rennen vorzeitig auf

14:55 Uhr
| Platz | Name                | Nation              | Zeit         |
| ----- | ------------------- | ------------------- | ------------ |
| 1     | Jelena Romanowa     | Sowjetunion         | 8:48,47 min  |
| 2     | Elly van Hulst      | Niederlande         | 8:48,54 min  |
| 3     | Angela Chalmers     | Kanada              | 8:48,60 min  |
| 4     | Lynn Williams       | Kanada              | 8:48,70 min  |
| 5     | Victoria Huber      | USA                 | 8:48,93 min  |
| 6     | Wendy Sly           | Großbritannien      | 8:49, 71 min |
| 7     | Wang Xiuting        | Volksrepublik China | 8:54,19 min  |
| 8     | Jill Hunter         | Großbritannien      | 8:57,28 min  |
| 9     | Christine Hughes    | Neuseeland          | 9:01,30 min  |
| 10    | Jacqueline Perkins  | Australien          | 9:01,82 min  |
| 11    | Andrea Avraam       | Zypern              | 9:02,18 min  |
| 12    | Angelines Rodríguez | Spanien             | 9:03,39 min  |
| 13    | Fernanda Ribeiro    | Portugal            | 9:05,92 min  |
| 14    | Susan Sirma         | Kenia               | 9:06,90 min  |
| 15    | Im Chun-ae          | Südkorea            | 9:21,18 min  |
| DNF   | Marie-Pierre Duros  | Frankreich          |              |
| DNF   | Maricica Puică      | Rumänien            |              |

### Vorlauf 2
15:40 Uhr
| Platz | Name                 | Nation              | Zeit         |
| ----- | -------------------- | ------------------- | ------------ |
| 1     | Paula Ivan           | Rumänien            | 8:43,10 min  |
| 2     | Yvonne Murray        | Großbritannien      | 8:43,73 min  |
| 3     | Debbie Bowker        | Kanada              | 8:43,81 min  |
| 4     | Mary Slaney          | USA                 | 8:44,15 min  |
| 5     | Tetjana Samolenko    | Sowjetunion         | 8:44,18 min  |
| 6     | Natalia Artjomowa    | Sowjetunion         | 8:44,30 min  |
| 7     | PattiSue Plumer      | USA                 | 8:45,21 min  |
| 8     | Annette Sergent      | Frankreich          | 8:45,94 min  |
| 9     | Cornelia Bürki       | Schweiz             | 8:48,37 min  |
| 10    | Vera Michallek       | BR Deutschland      | 8:51,34 min  |
| 11    | Chen Qingmei         | Volksrepublik China | 8:51,53 min  |
| 12    | Roberta Brunet       | Italien             | 8:53,04 min  |
| 13    | Anne Keenan-Buckley  | Irland              | 9:03,10 min  |
| 14    | Khin Khin Htwe       | Birma               | 9:26,57 min  |
| 15    | Daphrose Nyiramutuzo | Ruanda              | 9:47,98 min  |
| 16    | Dikanda Diba         | Zaire               | 10:32,88 min |
| DNF   | Fatima Aouam         | Marokko             |              |
| DNF   | Poloni Avek          | Papua-Neuguinea     |              |

## Finale

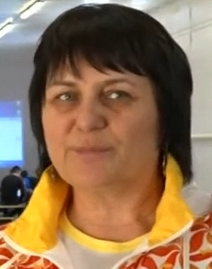
Die zweifache Weltmeisterin von 1987 (1500/3000 Meter) Tetjana Samolenko (Foto: 2017), wurde Olympiasiegerin – sechs Tage gewann sie Bronze über 1500 Meter

Datum: 25. September 1988, 15:20 Uhr
| Platz | Name              | Nation         | Zeit        | Anmerkung |
| ----- | ----------------- | -------------- | ----------- | --------- |
| 1     | Tetjana Samolenko | Sowjetunion    | 8:26,53 min | OR        |
| 2     | Paula Ivan        | Rumänien       | 8:27,15 min |           |
| 3     | Yvonne Murray     | Großbritannien | 8:29,02 min |           |
| 4     | Jelena Romanowa   | Sowjetunion    | 8:30,45 min |           |
| 5     | Natalia Artjomowa | Sowjetunion    | 8:31,67 min |           |
| 6     | Victoria Huber    | USA            | 8:37,25 min |           |
| 7     | Wendy Sly         | Großbritannien | 8:37,70 min |           |
| 8     | Lynn Williams     | Kanada         | 8:38,43 min |           |
| 9     | Elly van Hulst    | Niederlande    | 8:43,92 min |           |
| 10    | Mary Slaney       | USA            | 8:47,13 min |           |
| 11    | Cornelia Bürki    | Schweiz        | 8:48,32 min |           |
| 12    | Annette Sergent   | Frankreich     | 8:49,14 min |           |
| 13    | PattiSue Plumer   | USA            | 8:59,17 min |           |
| 14    | Angela Chalmers   | Kanada         | 9:04,75 min |           |
| 15    | Debbie Bowker     | Kanada         | 9:11,95 min |           |

Für das Finale hatten sich jeweils drei Läuferinnen aus der Sowjetunion, Kanada und den USA sowie zwei aus Großbritannien qualifiziert. Komplettiert wurde das Starterfeld mit jeweils einer Athletin aus Frankreich, den Niederlanden, Rumänien und der Schweiz.
Als Favoritinnen galten die sowjetische Weltmeisterin Tetjana Samolenko, frühere Tetjana Dorowskych, und die US-Amerikanerin Mary Slaney, frühere Mary Decker. Die rumänische Olympiasiegerin von 1984 und Vizeweltmeisterin Maricica Puică hatte in der Vorrunde ihr Rennen wegen einer Verletzung aufgegeben. Anwärterinnen für die Medaillen und vorderen Platzierungen waren darüber hinaus vor allem die britische EM-Dritte und WM-Siebte Yvonne Murray, als WM-Vierte die Schweizerin Cornelia Bürki und als WM-Sechste die Niederländerin Elly van Hulst.
Im Finale ging Slaney früh an die Spitze des geschlossenen Teilnehmerfeldes. Ihr Tempo war so hoch, dass es über eine längere Strecke eine kleine Lücke zu ihren Verfolgerinnen gab, die manchmal etwas anwuchs und dann wieder geschlossen wurde. Auf den Plätzen zwei und drei liefen die Rumänin Paula Ivan und Murray. Aufgrund des hohen Tempos gab es kaum Positionskämpfe im Feld. Die 1000-Meter-Zwischenzeit lautete 2:47,46 min. Eine Gruppe von zehn Läuferinnen hatte sich abgesetzt, fünf Athletinnen hatten abreißen lassen müssen. Dreieinhalb Runden vor dem Ende wurde es langsamer und sofort schob sich Feld enger zusammen, es wurde teilweise nebeneinander gelaufen. Die wenig bekannte Victoria Huber aus den USA übernahm bei 1900 Metern die Führung. Dahinter lagen Murray, Ivan und Slaney, die jedoch das Tempo bald nicht halten konnte und Platz um Platz verlor. Die Durchgangszeit bei 2000 Metern lautete 5:44,08 min, der zweite Kilometer war also ca. zehn Sekunden langsamer gelaufen worden als der erste. Bei 2500 Metern ging dann die Britin Yvonne Murray nach vorne und zog nun einen langgezogenen Spurt an. Da waren noch neun Läuferinnen in der Führungsgruppe, die jetzt jedoch auseinanderfiel. Nur noch Samolenko und Ivan konnten folgen. Vor der Zielkurve übernahm Ivan die Führung und auch Samolenko zog an der Britin vorbei. Noch vor der Zielgerade musste nun auch Murray abreißen lassen. Auf den letzten sechzig Metern setzte Tetjana Samolenko sich durch und wurde Olympiasiegerin in neuer Olympiarekordzeit vor Paula Ivan. Yvonne Murray gewann die Bronzemedaille vor den beiden sowjetischen Läuferinnen Jelena Romanowa und Natalia Artjomowa. Victoria Huber wurde für ihr mutiges Rennen mit Platz sechs belohnt. Insgesamt konnten die Läuferinnen bis Platz fünf die bisherige olympische Rekordmarke von 1984 unterbieten.

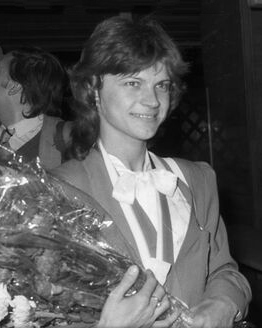
Silber gab es für Paula Ivan – sechs Tage später Olympiasiegerin über 1500 Meter
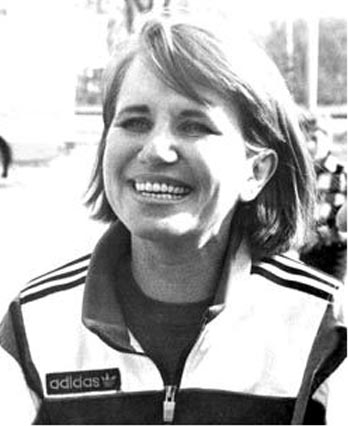
Die Olympiavierte Jelena Romanowa
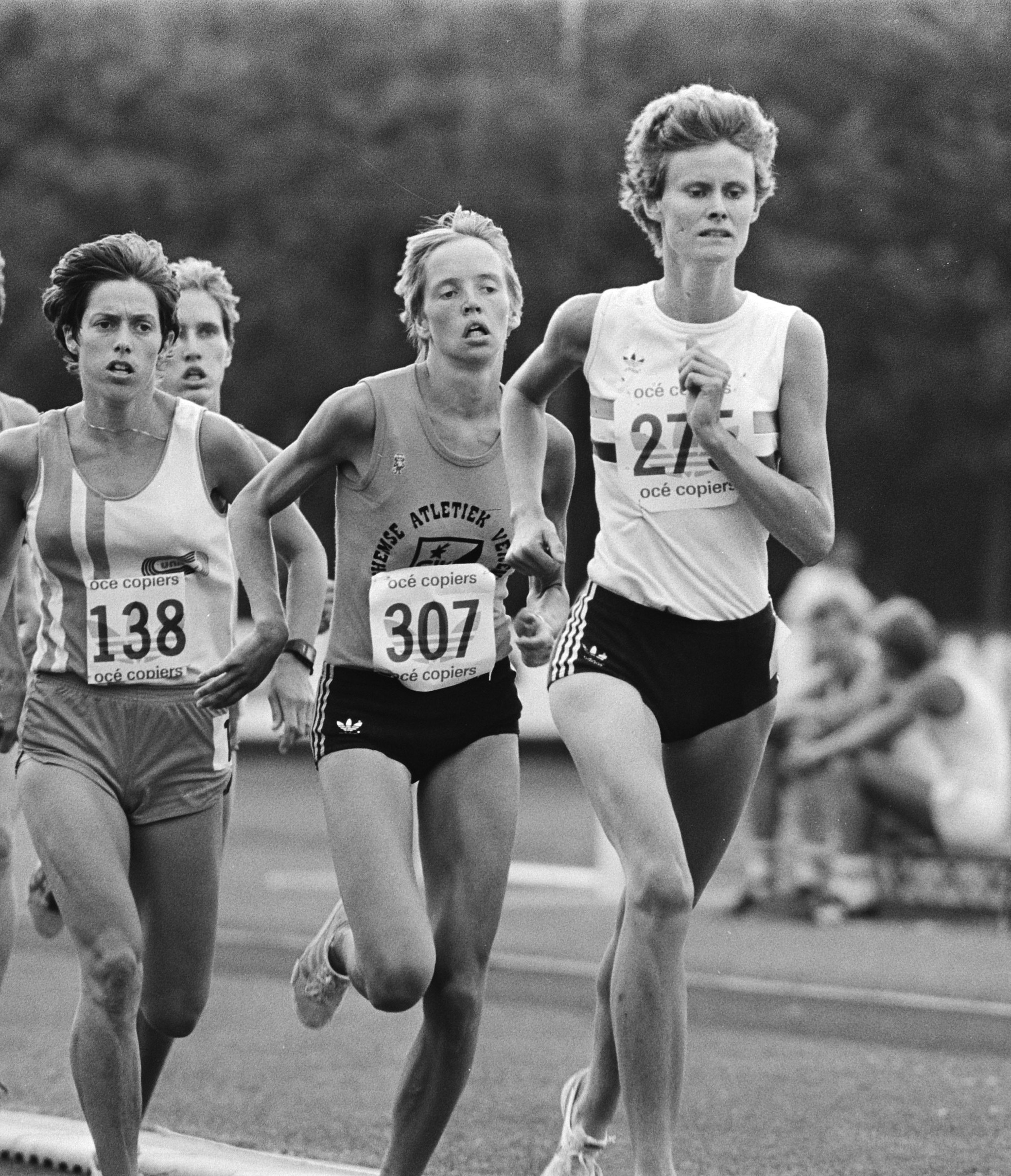
Elly van Hulst (hier als Führende eines Rennens im Jahr 1983) belegte Rang neun
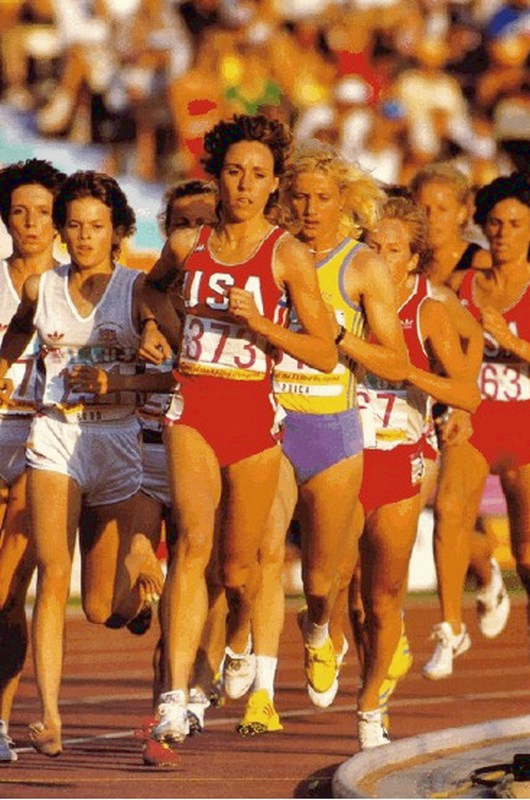
Mary Slaney (hier in führender Position bei den Spielen 1984, als sie unglücklich stürzte) kam auf den zehnten Platz
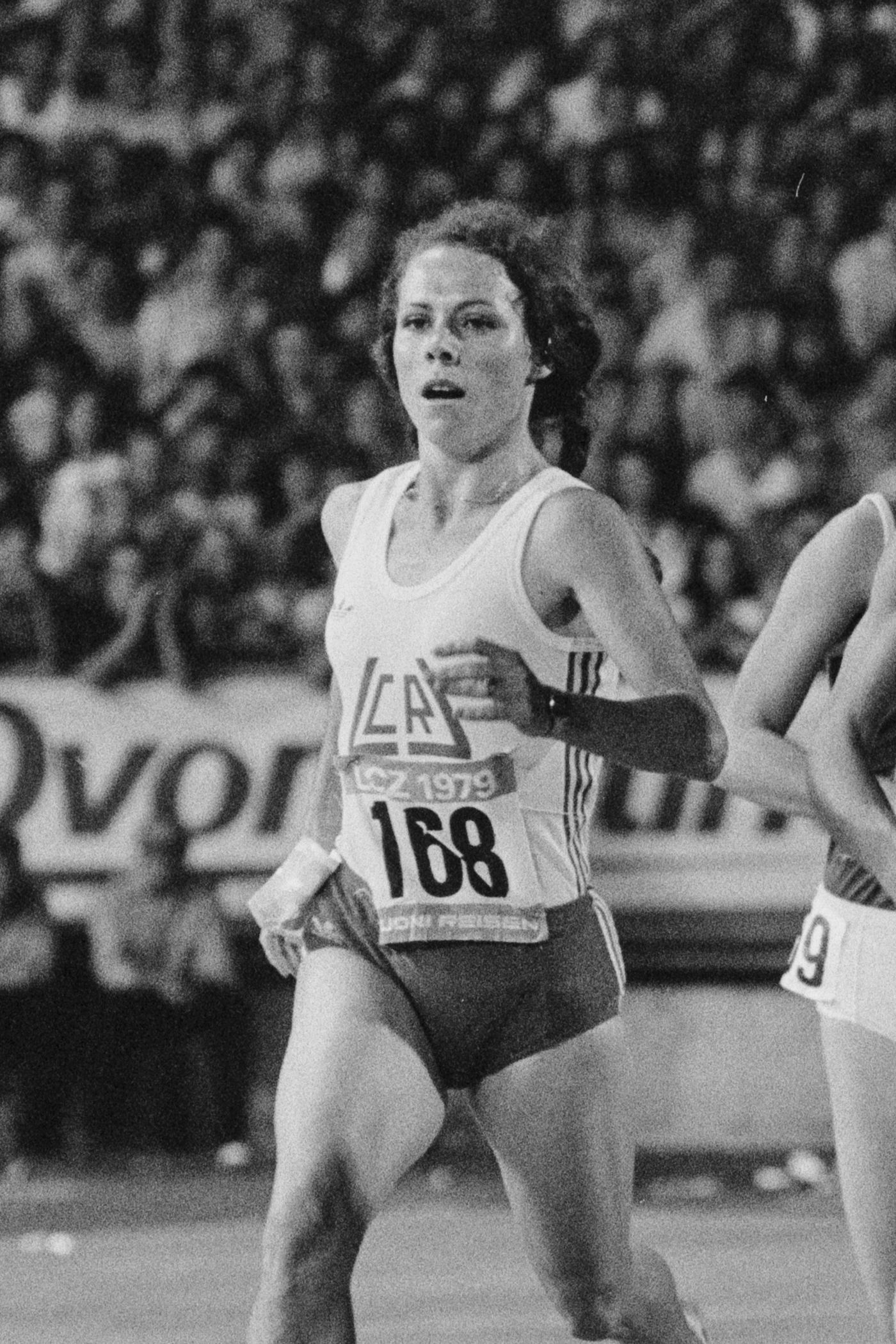
Cornelia Bürki erreichte Platz elf

## Video
- Women's 3000m Final at Seoul Olympics 1988, youtube.com, abgerufen am 30. Januar 2018